# Lampelfeld
Lampelfeld (auch Lamplfeld) ist ein Ortsteil der Stadtgemeinde Pinkafeld im Burgenland.
Das Lampelfeld befindet sich im Südwesten des Stadtgebietes und reicht im Osten an die Pinka heran. Es besteht im Wesentlichen aus gewerblich genutzten Flächen und am Rand aus einigen Einfamilienhäusern und Wohnbauten. Die gleichnamige Flur erstreckt sich weiter bis an das benachbarte Riedlingsdorf.

## Schlacht auf dem Lampelfeld

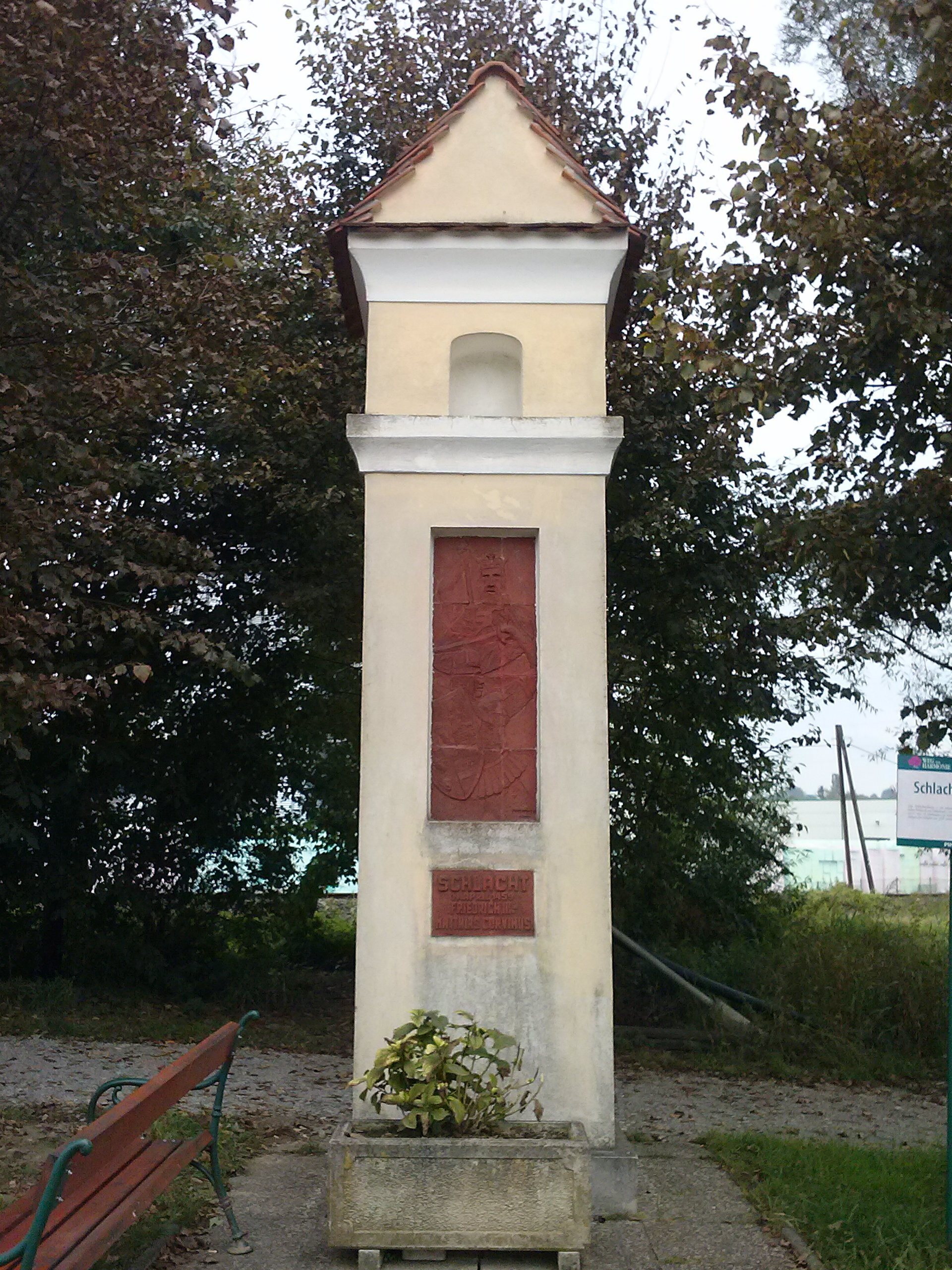
Schlachtenkreuz

Am 14. April 1459  standen sich in der Schlacht auf dem Lampelfeld Kaiser Friedrich III. und die Truppen von Matthias Corvinus gegenüber. Friedrich III. nächtigte am nördlichen Ende des Lampelfelds, um am nächsten Morgen in Richtung Güns zu ziehen. Jedoch noch von Sonnenaufgang überfielen die Truppen von Matthias Corvinus unter der Führung von Sigismund von St. Georgen und Nagy sein Lager und zwangen ihn zum Rückzug.
In Erinnerung daran wurde im 17. oder 18. Jahrhundert das Schlachtenkreuz errichtet.